# Dr. Fenton's Ordeal
Dr. Fenton's Ordeal è un cortometraggio muto del 1914 diretto da Frank Wilson.

## Trama
Un ladro, diventato oculista, è il medico curante di una giovane cieca testimone di un suo furto.

## Produzione
Il film fu prodotto dalla Hepworth.

## Distribuzione
Distribuito dalla Hepworth, il film - un cortometraggio in due bobine - uscì nelle sale cinematografiche britanniche nel giugno 1914. La Hepworth-American lo distribuì negli Stati Uniti nell'ottobre dello stesso anno.
Si conoscono pochi dati del film che, prodotto dalla Hepworth, fu distrutto nel 1924 dallo stesso produttore, Cecil M. Hepworth. Fallito, in gravissime difficoltà finanziarie, il produttore pensò in questo modo di poter almeno recuperare il nitrato d'argento della pellicola.